# Centre des affaires politiques et étrangères
Le Centre des affaires politiques et étrangères (abbr. CPFA) est un groupe de réflexion axé sur les politiques gouvernementales et la géopolitique dont le but est d’organiser des événements et des discussions sur divers sujets géopolitiques à travers le monde.
CPFA a organisé de nombreux événements selon les règles de Chatham House et a accueilli plus d'une centaine de personnalités telles que : Zbigniew Bzrezinski, Kofi Annan, Henry Kissinger, Al Gore, Abdullah Gul, José María Aznar, Sebastián Piñera, Romano Prodi, Brent Scowcroft, Richard Holbrooke, Shimon Peres, Mohamed el-Baradei, Louis Freeh, Turki al-Fayçal depuis 2007. Le CPFA a également initié avec Randa Kassis la plate-forme Astana pour les pourparlers de paix en Syrie ainsi que de nombreux autres entretiens confidentiels sur les thèmes de la Syrie et de la Libye.

## Initiatives

### Initiative pour la paix en Syrie
En 2015, le CPFA a sollicité, en collaboration avec Randa Kassis, le président du Kazakhstan Noursoultan Nazarbaïev, pour initier un processus de paix à Astana afin de trouver une issue à la crise Syrienne,.
Les deux premières réunions du premier round ont été présidées par le ministre kazakh des Affaires étrangères Erlan Idrissov en mai 2015. Le deuxième round en octobre 2015 était sous l’égide du secrétaire d'État du Kazakhstan Gulshara Abdykalikova et modéré par Fabien Baussart et le vice-ministre kazakh des Affaires étrangères Askar Mussinov,. Les deux rounds ont abouti à la signature de deux résolutions par les participants, qui ont créé la plate-forme d'Astana et ont contribué à ouvrir la voie au processus de paix à Astana,.
En juillet et juillet 2017, le CPFA a entamé des discussions à Genève pour élaborer un document préparatoire pour réformer la Constitution syrienne. Cette initiative a été promue lors de la Conférence nationale de Sotchi en janvier 2018 par Randa Kassis malgré les objections du gouvernement syrien et d'une partie de l'opposition,.

### Pourparlers de paix – Kazakhstan
En 2015, le CPFA a lancé un « Comité des Sages » qui a traité de diverses questions liées à la paix internationale.
Le comité a réuni plusieurs personnalités politiques et lauréats du prix Nobel de la paix, dont l'ancien président israélien Shimon Peres, l'ancien vice-président de l'Égypte et directeur général de l'Agence internationale de l'énergie atomique (AIEA) Mohamed el-Baradei, l'ancien président de la Pologne Lech Walesa, la militante guatémaltèque des droits de l'homme Rigoberta Menchú Tum et le président du GIEC Rajendra Pachauri,, l'ancien président colombien César Gaviria et l'ancien Premier ministre espagnol José Luis Zapatero. Le Comité s'est réuni à Noursoultan, au Kazakhstan, où ils ont été reçus par le président Nazarbaïev au palais présidentiel.

### Initiative de non-prolifération nucléaire
En 2016, le CPFA a organisé une conférence sur la non-prolifération nucléaire avec comme conférenciers invités Kofi Annan, Bronislaw Komorowski, Jack Straw, Yaşar Yakış et Giulio Terzi.

## Conférences et événements
Le CPFA a organisé de nombreux événements et conférences tels que :
- 5 juillet 2007 : en collaboration avec les Rencontres économiques d’Aix-En-Provence, se tient une conférence sur Quels capitalismes pour le 21esiècle ? avec Joschka Fischer, Ernesto Zedillo, ancien président du Mexique, Mario Monti et d'autres.
- 29 novembre 2007 : en collaboration avec le Carnegie Endowment for International Peace on Russian Politics ; Mikhail Kassianov était l'invité d'honneur de la conférence de Paris.
- 20 mars 2008 : conférence géopolitique sur les relations euro-russes avec Gerhard Schröder, Mikhail Shvydkoy et Karl-Heinz Grasser à Moscou.
- 12 décembre 2008 : en collaboration avec l'académie diplomatique sur la politique Républicanisme français vs multiculturalisme américain avec le prince Turki Al Faisal et d'autres à Paris.
- 26 mars 2009 : en collaboration avec la Fondation FAES sur L’OTAN – Une alliance pour la liberté avec José María Aznar à Paris.
- 29 juin 2009 : en collaboration avec la dotation Carnegie pour la paix internationale au Moyen-Orient avec Ryan Crocker, Steven Erlanger et d’autres à Paris[15].

## Controverses
Le président du groupe de réflexion, Fabien Baussart, est considéré comme un homme de l’ombre du Kremlin depuis le début des années 1990. 
En 2015, le think tank a remis un prix au dictateur tchétchène Ramzan Kadyrov « pour son combat contre le terrorisme ».